# Havdrup
Havdrup é uma localidade situada no localização de Solrød, na região de Zelândia (Dinamarca), com uma população em 2012 de uns 3 992 habitantes.
Encontra-se localizada ao Leste da ilha de Zelândia, ao Sudoeste de Copenhaga, junto à costa do mar Báltico.